# エドワード・リンドバーグ
エドワード・リンドバーグ (Edward Ferdinand Jacob Lindberg、1887年11月9日- 1978年2月)は、アメリカ合衆国の陸上競技選手。1912年ストックホルムオリンピックの金メダリストである。

## 経歴
リンドバーグは、1912年ストックホルムオリンピックの400mと4×400mリレーに出場。400mでは、48.4秒で、アメリカのチャールズ・レイドパス、ドイツのハンス・ブラウンに次いで銅メダルを獲得。さらに、4×400mリレーでは、メルビン・シェパード、テッド・メレディスそしてレイドパスとともに、3分16秒6の世界新記録で金メダルを獲得した。